# لیزپلن
لیزپلن (انگلیسی: LeasePlan) شرکت لیزینگ دانمارکی است، که در سال ۱۹۶۳ تأسیس شد.